# Джунія
Джуні́я (араб. جونيه) — портове та курортне місто в Лівані, на території провінції Гірський Ліван. Адміністративний центр району Кесерван.

## Географія
Місто розташоване в західній частині Лівану, на узбережжі Середземного моря, на відстані приблизно 10 кілометрів на північний північний схід (NNE) від столиці країни Бейрута. Абсолютна висота — 73 метри над рівнем моря.

## Населення
На 2012 рік населення міста становило 102 221 осіб. З конфесійного погляду переважають християни-мароніти.

## Пам'ятки

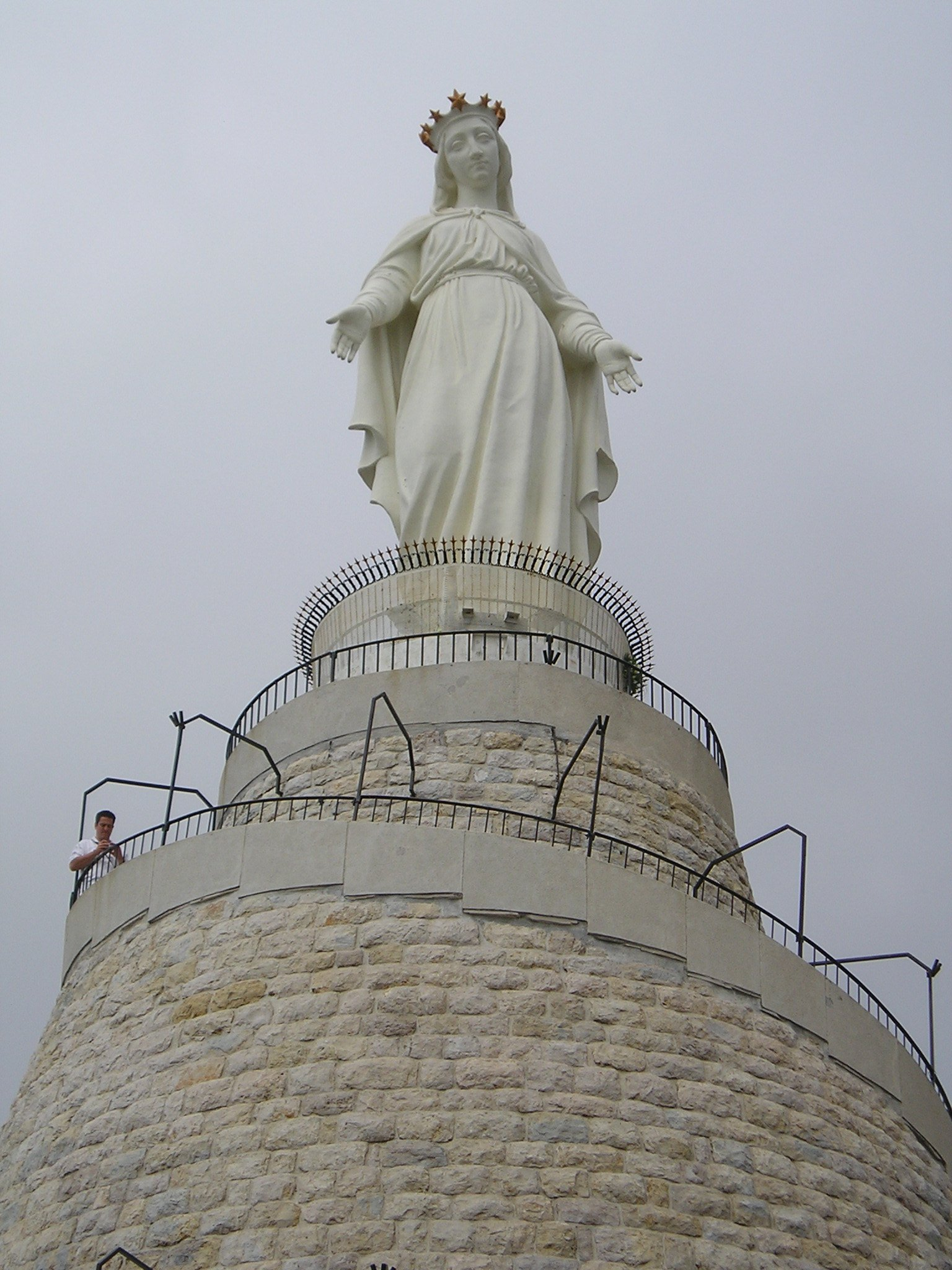
Статуя Богородиці Ліванської на горі Харіса

Однією з найвідоміших міських пам'яток є гора Харіса, піднятися на яку можна за допомогою канатної дороги. На вершині гори розташована бронзова статуя Богородиці Ліванської, виготовлена у Франції в XIX столітті, яка важить 15 тонн.
У Джунії розташований Музей ліванської спадщини (відкрито 2003 року), у якому представлені основні періоди історії Лівану починаючи з фінікійців.
Також у Джунії розташоване найбільше в країні «Ліванське казино», побудоване 1957 року, воно займає площу 34 000 м ².

## Міста-побратими
- Монако
- Густавія, Франція
- Ріо-де-Жанейро, Бразилія